# Башан, Владимир Борисович
Владимир Борисович Башан (род. 26 января 1948 года) — советский игрок в хоккей с мячом.

## Карьера
Воспитанник хабаровского хоккея с мячом (тренер — Н.Костылев). Всю карьеру с 1966 по 1980 год провёл в СКА. В 349 играх забил 339 мячей. Входит в Клуб сильнейших бомбардиров.
Провёл четыре игры в составе сборной СССР, забил один гол.
После окончания игровой карьеры работал вторым тренером команды под руководством М. Ханина. С 1985 по 1990 гг. — главный тренер СКА. Самый успешный тренер в истории команды: серебряные медали чемпионата СССР (1986, 1989 гг.), бронзовые медали чемпионата СССР (1988 г.), кубок СССР (1988 г.), кубок федерации (1989 г.). В 1989 г. — второй тренер сборной СССР. Сборная СССР стала чемпионом мира.

## Достижения
Серебряный призёр чемпионата СССР — 1970 

 Бронзовый призёр чемпионатов СССР — 1968, 1969, 1972, 1979
Дважды (1969, 1970) включался в списки лучших игроков страны.
В 1970 году с 43 мячами возглавил список бомбардиров сезона.

## Статистика выступлений в чемпионатах СССР
| Сезон     | Клуб            | Чемпионат | Чемпионат |
| Сезон     | Клуб            | И         | М         |
| --------- | --------------- | --------- | --------- |
| 1966/1967 | СКА (Хабаровск) | 26        | 6         |
| 1967/1968 | СКА (Хабаровск) | 25        | 11        |
| 1968/1969 | СКА (Хабаровск) | 30        | 27        |
| 1969/1970 | СКА (Хабаровск) | 28        | 43        |
| 1970/1971 | СКА (Хабаровск) | 25        | 24        |
| 1971/1972 | СКА (Хабаровск) | 26        | 32        |
| 1972/1973 | СКА (Хабаровск) | 26        | 27        |
| 1973/1974 | СКА (Хабаровск) | 20        | 21        |
| 1974/1975 | СКА (Хабаровск) | 25        | 29        |
| 1975/1976 | СКА (Хабаровск) | 26        | 35        |
| 1976/1977 | СКА (Хабаровск) | 24        | 25        |
| 1977/1978 | СКА (Хабаровск) | 24        | 20        |
| 1978/1979 | СКА (Хабаровск) | 25        | 19        |
| 1979/1980 | СКА (Хабаровск) | 19        | 20        |
| Всего     | 14 сезонов      | 349       | 339       |